# کیم وئون-کی
کیم وئون-کی (انگلیسی: Kim Weon-kee; ۶ ژانویهٔ ۱۹۶۲ – ۲۷ ژوئیهٔ ۲۰۱۷) کشتی‌گیر اهل کره جنوبی بود.